# Les Raisins verts (émission de télévision)
Pour les articles homonymes, voir Les Raisins verts.
 (janvier 2016).
Si vous disposez d'ouvrages ou d'articles de référence ou si vous connaissez des sites web de qualité traitant du thème abordé ici, merci de compléter l'article en donnant les références utiles à sa vérifiabilité et en les liant à la section « Notes et références ».
Les Raisins verts est une émission de télévision française de variétés créée par Jean-Christophe Averty qui marque les années 1960 tant sur le plan de sa réalisation technique, par l'usage généralisé du trucage et des incrustations vidéo, l'absence de présentateur, inhabituelle à l'époque,  que par la polémique qu'elle déclenche quelque temps. Cette série d'émissions diffusées sur RTF Télévision du 12 octobre 1963 au 6 juillet 1964 remporte, en 1964, le titre de meilleure émission de variétés élue par la presse, la Rose d'Or.

## Principe
Jean-Christophe Averty fait converger, pour créer son émission diffusée en noir et blanc, trois éléments propres à cette période :
- Le développement de l'électronique, qui permettait alors de réaliser des effets spéciaux extrêmement élaborés (image dans l'image, incrustation de décors et collage, notamment)

- Un besoin de changement de style, les émissions de télévision avec présentateur s'émancipant difficilement du légendaire 36 chandelles de Jean Nohain, la référence du genre.

- Un renouveau de l'humour noir, illustré à l'époque par le mensuel Hara-Kiri.

L'idée est donc d'enchaîner chansons et sketches par de courtes séquences animées d'effets spéciaux. Pour donner un ton à la série, une séquence récurrente (un running gag) revient régulièrement : celle du bébé en celluloïd passé au hachoir à manivelle (que les journaux de l'époque nomment « moulinette »).
Pour présenter l'émission, le magazine Télé 7 Jours, écrit le texte suivant : « Devant le succès d' « Histoire de sourire », l'émission de Michèle Arnaud, la direction des Programmes a demandé à l'équipe dont font également partie Jean-Christophe Averty et Dirk Sanders de réaliser une émission plus importante. Tous les trois se sont mis au travail en compagnie de Jean-Loup Dabadie. »

## Invités récurrents
La notion d'invité récurrent (en l'occurrence Fernand Raynaud) avait contribué au succès de 36 chandelles, et pouvait donc être utilement reprise pour installer le spectateur dans un rite familier. 
Reviennent donc régulièrement dans Les Raisins verts la chanteuse Michèle Arnaud (également coproductrice), et des chanteurs comme Boby Lapointe, Philippe Clay et Serge Gainsbourg. Les séquence de sketches laissent une place systématique au Professeur Choron, qui présente, à chaque émission, « Un jeu bête et méchant avec le professeur Choron » qui détourne le poste de télévision et se termine invariablement par la formule : 

« Que ceux qui […] nous écrivent : ils ont gagné ! »